# Bottini di Siena

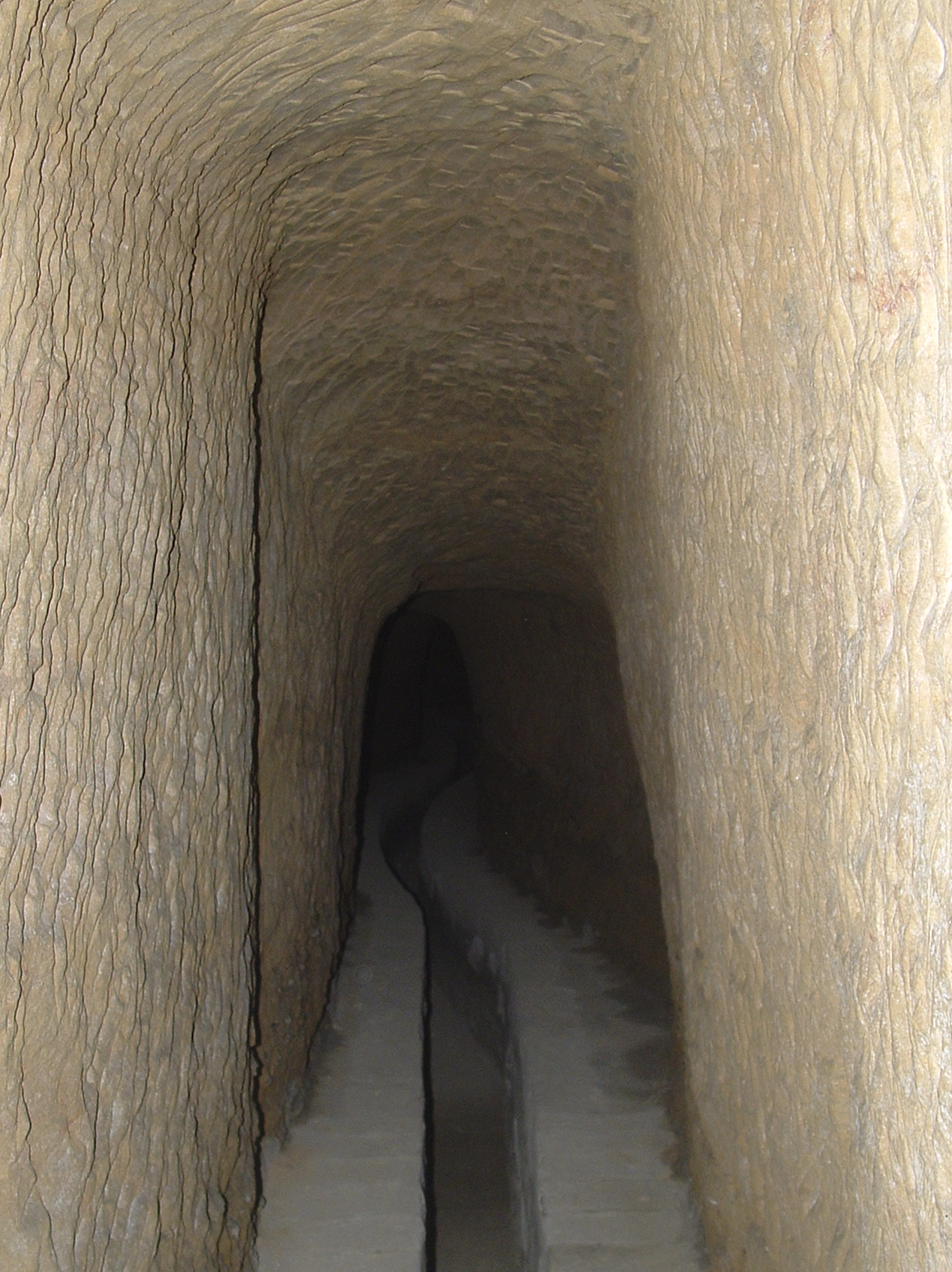
Gegrabener Bottino im Kanalsystem des Bottino di Fonte Gaia

Die Bottini di Siena sind ein mittelalterliches Kanalsystem und ein unterirdisches Aquädukt zur Wasserversorgung der Stadt Siena mit einer Gesamtlänge von 25 km. Die Anlage war bis in die 1910er Jahre als Hauptwasserversorgung von Siena aktiv und liefert bis heute Wasser an die Brunnen von Siena.

## Beschreibung

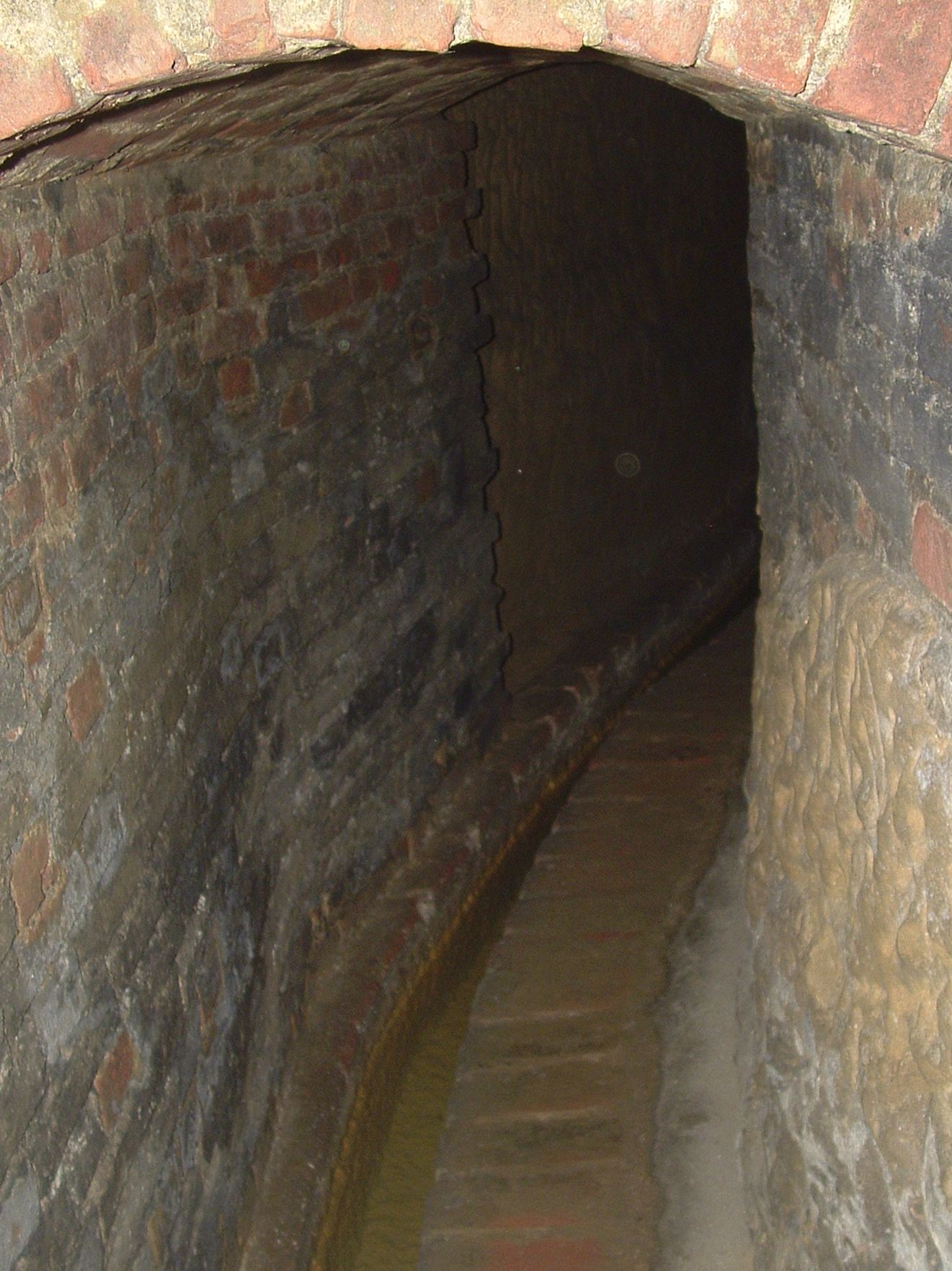
Gemauerter Bottino (Bottino di Fonte Gaia)

Namensgebend sind Botte (italienisch für Fässer), die die Form der bogenförmigen, meist aus Terrakotta gemauerten Wände und Überdachungen der Kanäle und der Tunnel beschreibt. Das unterirdische Kanalsystem der Bottini (singular Bottino) besteht aus mehreren Wasserwegen, die bis auf wenige Ausnahmen die Brunnen innerhalb der Stadtmauern von Siena oder die Brunnen wenige Meter außerhalb derer versorgen und von innerhalb der Stadtmauern gelegenen sowie von mehreren Kilometern außerhalb der Stadtmauern gelegenen Wasserquellen gespeist werden. Die Bottini sammeln dabei Regenwasser zwischen zwei verschieden durchlässigen Gesteinsbänken auf und führen sie in die Stadt, da die Stadt Siena auf drei Hügeln beheimatet ist und nur an wenigen und relativ weit vom Ortszentrum vorbei führenden Flüssen liegt, wie z. B. der Fluss Tressa im Südwesten und Süden der Stadt als der der Stadt Siena nahegelegenster Fluss. Weitere Gründe für die Errichtung eines zu Brunnen wasserzuführenden Systems waren neben der Trinkwasserversorgung der Bevölkerung der Brandschutz, die Versorgung der wasserabhängigen Handwerksbetriebe (Färber, Ledermacher), die Wasserversorgung von Tieren, die Versorgung der Waschhäuser und die Wässerung der Landwirtschaft.
Die Bottini sind nicht als einheitliches Kanalsystem zu betrachten. Neben den Hauptadern Bottino maestro di Fonte Gaia und Bottino maestro di Fontebranda sowie ihren Nebenarmen (Ramo genannt, plural rami) existieren viele unabhängige Bottini, die nur einzelne Brunnen speisen. Die Wasserläufe sind unidentisch mit dem Straßen Sienas. Die meisten Kanäle (Gorello genannt, plural: gorelli) haben eine Breite von etwa 20 bis 30 Zentimetern und befinden sich zum Großteil in mit Backstein gemauerten Gängen, die eine Breite von etwa 50 bis 90 Zentimetern haben. Die Höhe der Gänge variiert von 1,50 bis 2 Meter. Die Bottini sind von der Außenwelt nicht abgeschlossen, es existieren bei jedem Bottino mehrere Luftschächte (smiraglio genannt, pl.: smiragli, teilweise auch occhio genannt, pl.: occhi).
Der Bottino maestro di Fonte Gaia speist sich aus den drei Hauptzuflüssen aus Colombaio (auch del Castagno, mit 5,75 km der entfernteste Punkt nördlich von Fonte Gaia), Michele a Quarto (auch San Dalmazio) und Uopini, die nahe dem Brunnen von Fontebecci zusammenfinden. Kleinere Zuflüsse sind der von Vico Alto (vor Fontebecci in den Ramo di Colombaio) und die von Acqua Calda, Marciano und Poggiarello (zwischen Fontebecci und Porta Camollia). Die gesamte Wegstrecke hat ein konstantes Gefälle (Gradiente) von 1 ‰ (1 m Gefälle auf 1 km Länge) und transportiert 2,7 Liter pro Sekunde. Die Grabungen fanden von zwei verschiedenen Punkten statt. Zum einen von der Piazza del Campo aus Richtung Norden, zum anderen von Santa Petronilla (nahe dem Antiporto di Camollia), in Richtung Fonte Gaia (Süden) und in Richtung Fontebecci (Norden).
Der Bottino maestro di Fontebranda ist der kürzere (entferntester Punkt 3,8 km nördlich von Fontebranda), aber ältere und auch tiefere der beiden Hauptkanäle. Auch er entspringt nördlich der Stadtmauern und transportiert 3,5 Liter pro Sekunde. Grabungen gingen hier immer vom Brunnen selbst aus Richtung Norden. Wichtigster Nebenarm ist der Ramo di Chiarenna., weitere wichtige Zuflüsse sind die von Santa Petronilla und San Prospero.

## Geschichte

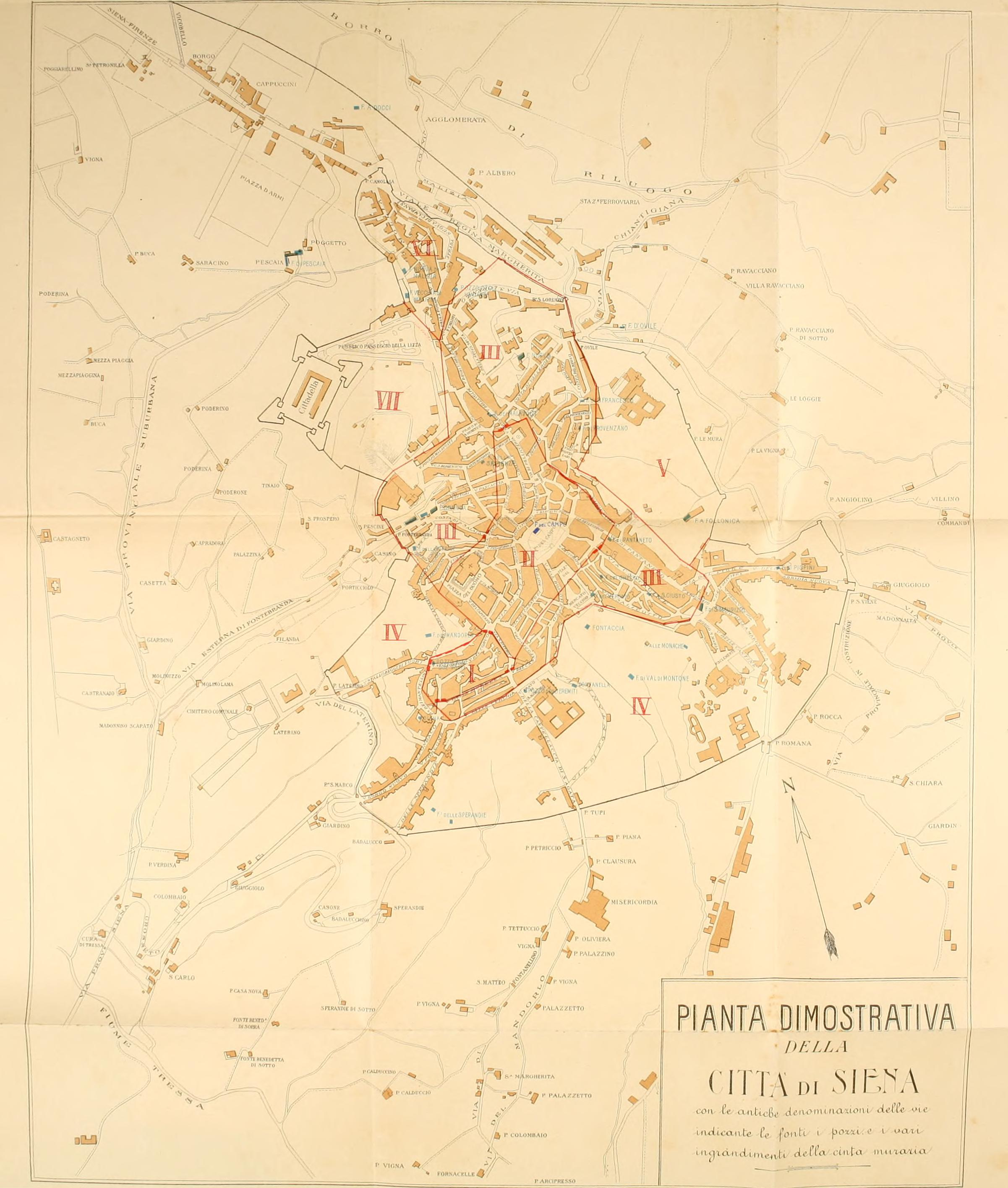
Stadtplan von Siena mit den Brunnen (um 1906)

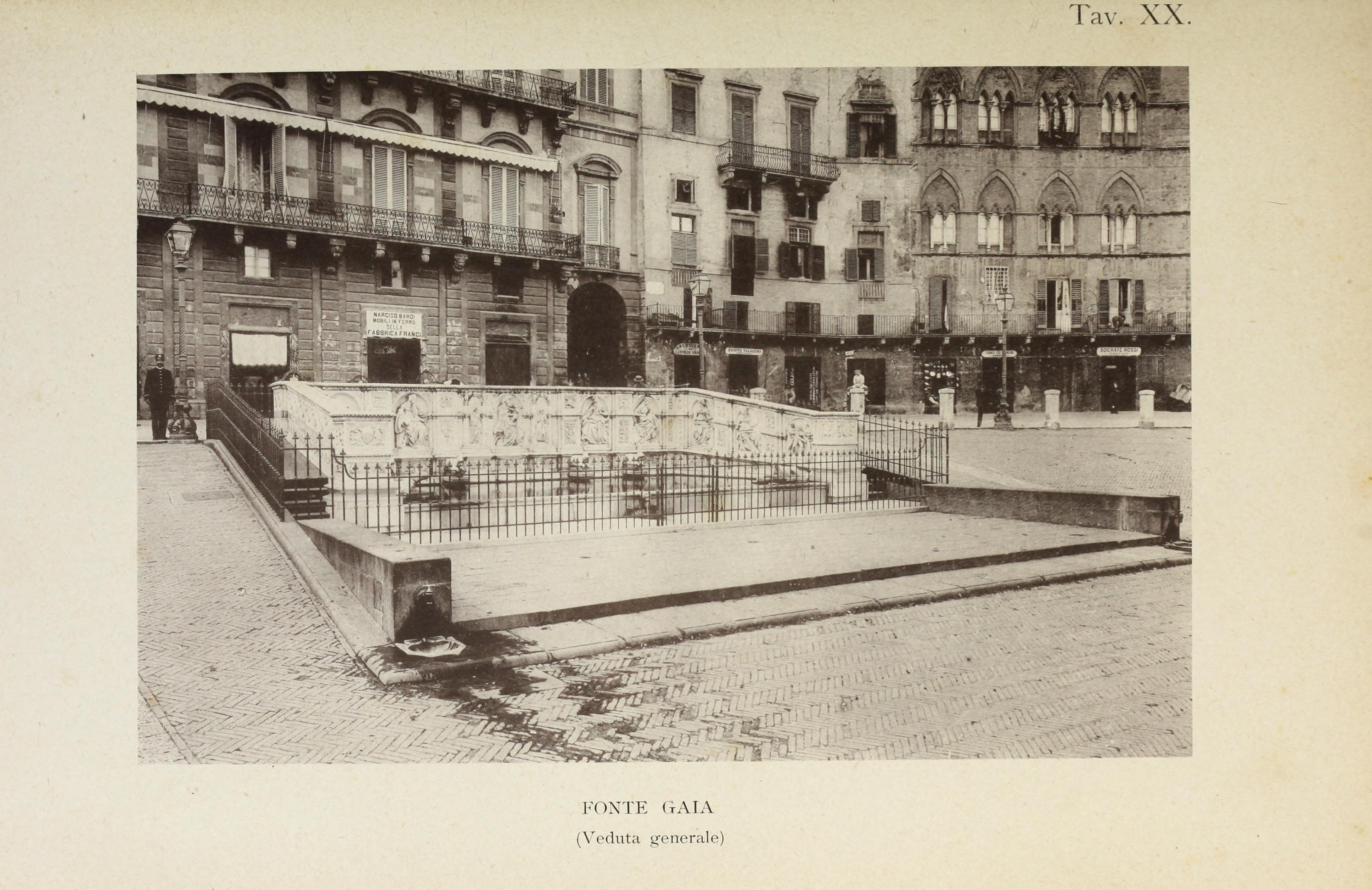
Fonte Gaia um 1906

Erste unterirdische Wasserläufe existierten schon im 4. Jahrhundert, als Siena noch auf das Gebiet von Castelvecchio limitiert war. Hier wird 394 der Brunnen von Fontanella erwähnt. Die Suche nach dem von Dante Alighieri in der Göttlichen Komödie erwähnten unterirdischen Flusses Diana verlief bisher nicht erfolgreich. Grund für den Bau der Aquädukte im Mittelalter war die Wasserknappheit der Stadt Siena, die im 11. Jahrhundert einen starken Bevölkerungswachstum erlebte. Der Tressa als am nächsten an Siena gelegener Fluss führte oft wenig Wasser, sodass das Getreide für Siena an den Mühlen des Merse (Molino del Pero und Molino del Palazzo) bei Brenna gemahlen werden musste.
Erstmals als Bottini dokumentiert wurden sie 1226 als Buctinus. Gemauerte Bottini wurden 1246 bei Ausbauarbeiten von Fontebranda dokumentiert, als tausende Steine verwendet wurden. Weitere Arbeiten an den Zuflüssen zu den Brunnen fanden im März 1250 statt, hier wurde an den Brunnen von Val di Montone, Follonica, Fontebranda, Pescaia und Vetrice gearbeitet, wobei der von Pescaia an die beiden Hauptarme (Bottino di Fontegaia und Bottino di Fontebranda) angeschlossen. Im Jahr 1267 gab es Versuche, die Wasser des Merse nach Siena zu leiten, diese Pläne scheiterten kurz darauf. Danach konzentrierte man sich wieder auf Ausbesserungsarbeiten der vorhandenen Wasserwege. Neue Wasseradern wurden 1274 gefunden, die später zum Bau der Brunnen von Fontenuova und Fonte d’Ovile führten. Um das Wasser auch endlich zur zentralen Piazza del Campo zu führen, wurde von der Stadtregierung am 16. Dezember 1334 der Vorschlag von Jacopo di Vanni di Ugolino angenommen, Wasser aus den nördlichen Zonen Sienas über den noch zu bauenden und mit 1,5 m hohen und 0,75 m breiten geplanten Bottino maestro di Fonte Gaia einzuleiten. Die vorgesehene Bauzeit von drei Jahren konnte nicht eingehalten werden, bis 1346 wurde nur der Brunnen von Fontebecci erreicht, der mit abgeleitetem Wasser aus dem Staggia versorgt werden sollte. Für die schwierigen Teile der Grabungen wurden ab 1341 Bergbauarbeiter aus Massa Marittima und Montieri eingesetzt, Guerchi genannt, die höhere Löhne als die unerfahrenen seneser Arbeiter erhielten. Die ersten Steine zum Bau des Fonte Gaia wurden im April 1343 gemauert, eingeweiht wurde der Brunnen 1346 (mit dem von Fontebecci kommenden Wasser) und dann von 1409 bis 1419 von Jacopo della Quercia neu gestaltet. Der Ramo di Uopini wurde 1387 fertiggestellt. Um die Wasserqualität zu erhöhen, entstanden 1437/1438 unter dem Prato di Porta Camollia die Galazzoni, eine Anlage, die durch Dekantieren den Kalk vom Wasser löst. Diese Becken haben eine Tiefe von 1,60 m und fassen mindestens 1400 hl. Nach 1466 wurden keine wesentlichen Veränderungen oder Erweiterungen vorgenommen.

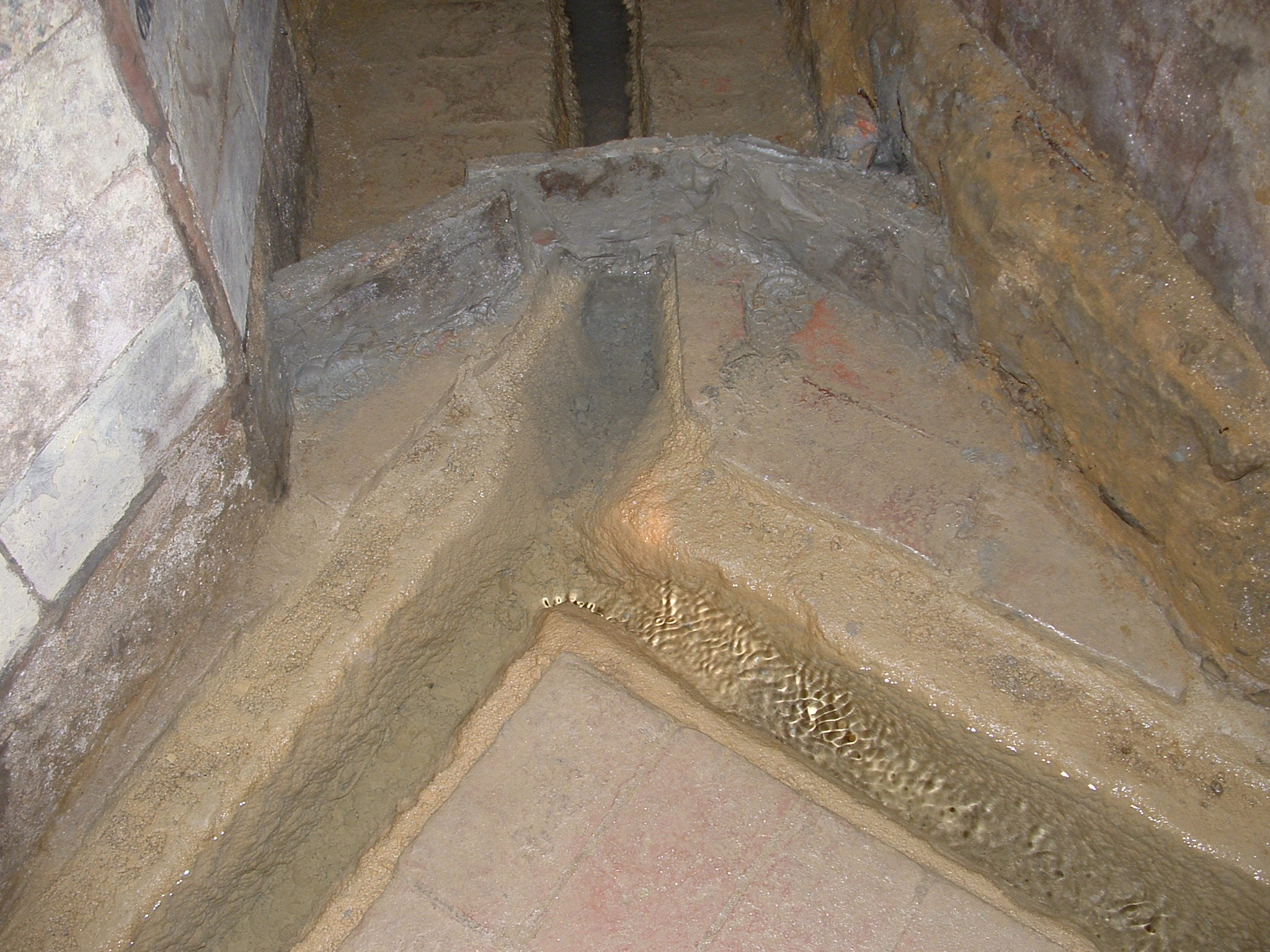
Dado

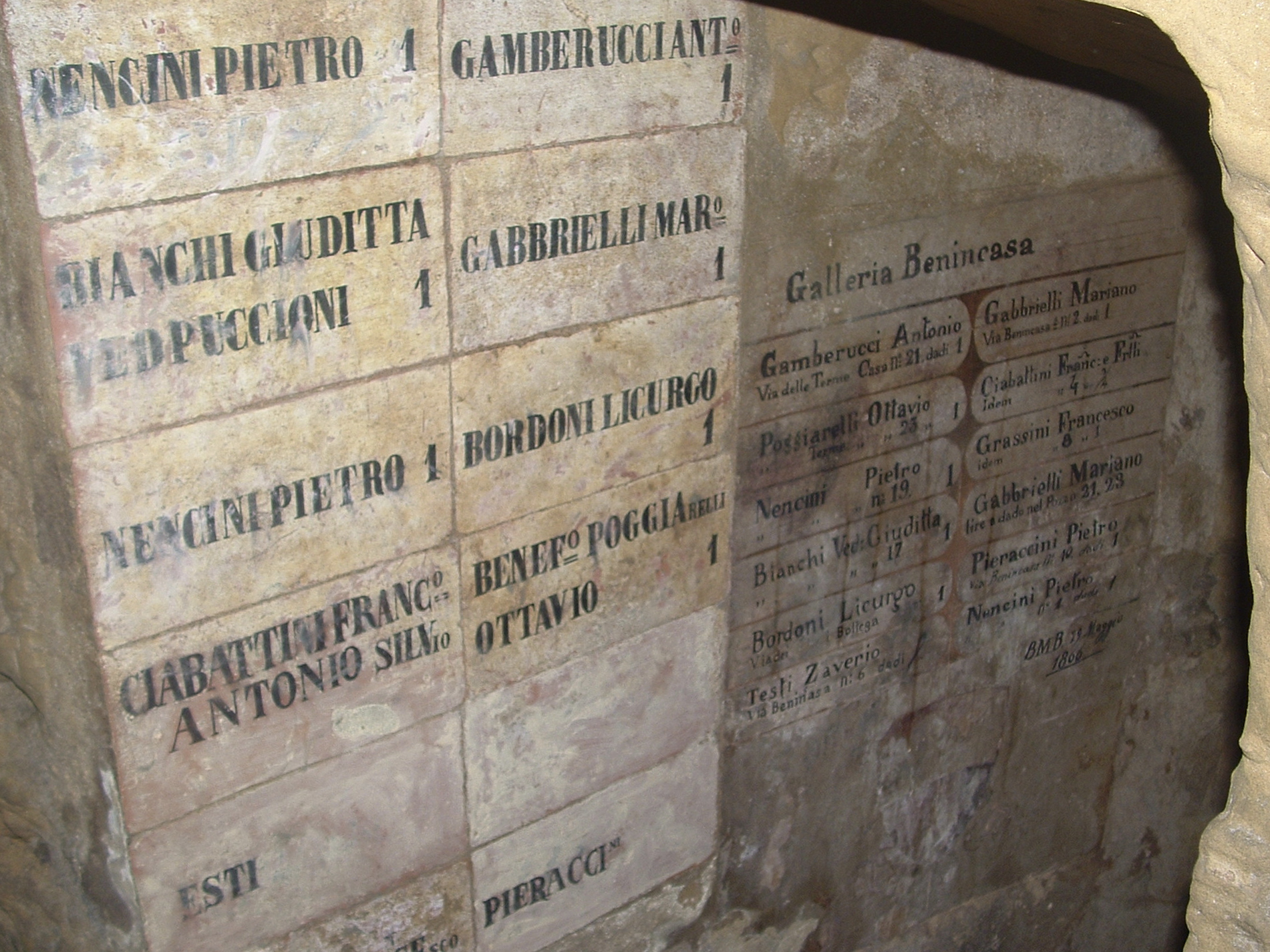
Dado-Schild zur Entnahmemenge der Ableitungen

Erste private Abzweigungen zu Privathaushalten entstanden ab 1474. Alessandro di Mariano Sozzini erhielt am 14. Juli 1474 von der Stadtregierung die Erlaubnis, eine Ableitung nahe dem Brunnen von Pantaneto zu seinem Privathaus in der Via Pantaneto auf seine Kosten zu errichten. Im September des gleichen Jahres erhielt auch Pietro Forteguerri die Erlaubnis, Wasser von dem Brunnen in der Via del Casato zu seinem Haus zu leiten. Ebenso erhielt Bartolo di Tura 1474 die Erlaubnis, einen Privatanschluss zu schaffen. Ziel der Schaffung von privaten Anschlüssen war die Verringerung der illegalen Ableitungen, deren immense Ausmaße bereits 1446 offiziell festgestellt wurden. Die Ableitungen zu den Privathaushalten wurden ab September 1691 mit Dadi (singular: dado, auch forellino (kleines Loch) genannt) ausgestattet, um die gewünschte Wassermenge abzuzweigen und dem Haushalt dementsprechend das Wasser in Rechnung zu stellen. Gängige Maße waren von einem halben Dado bis dreieinhalb Dadi. Ein Dado entsprach einer Wassermenge von 400 Litern am Tag. Problematisch erwiesen sich in Kriegszeiten die Luftschächte (smiragli) außerhalb der Stadtmauern. Bereits im Vorfeld der Schlacht von Camollia (1526) versuchte der Verschwörer Lucio Aringhieri, Truppen über die Bottini in die Stadt zu bringen. Im Vorfeld der fiorentinischen Belagerung (1554–1555) begann man im März 1553, die Bottini so zuzumauern, dass nur noch Wasser unter den Sperren fließen konnte.

Schächte (smiragli)
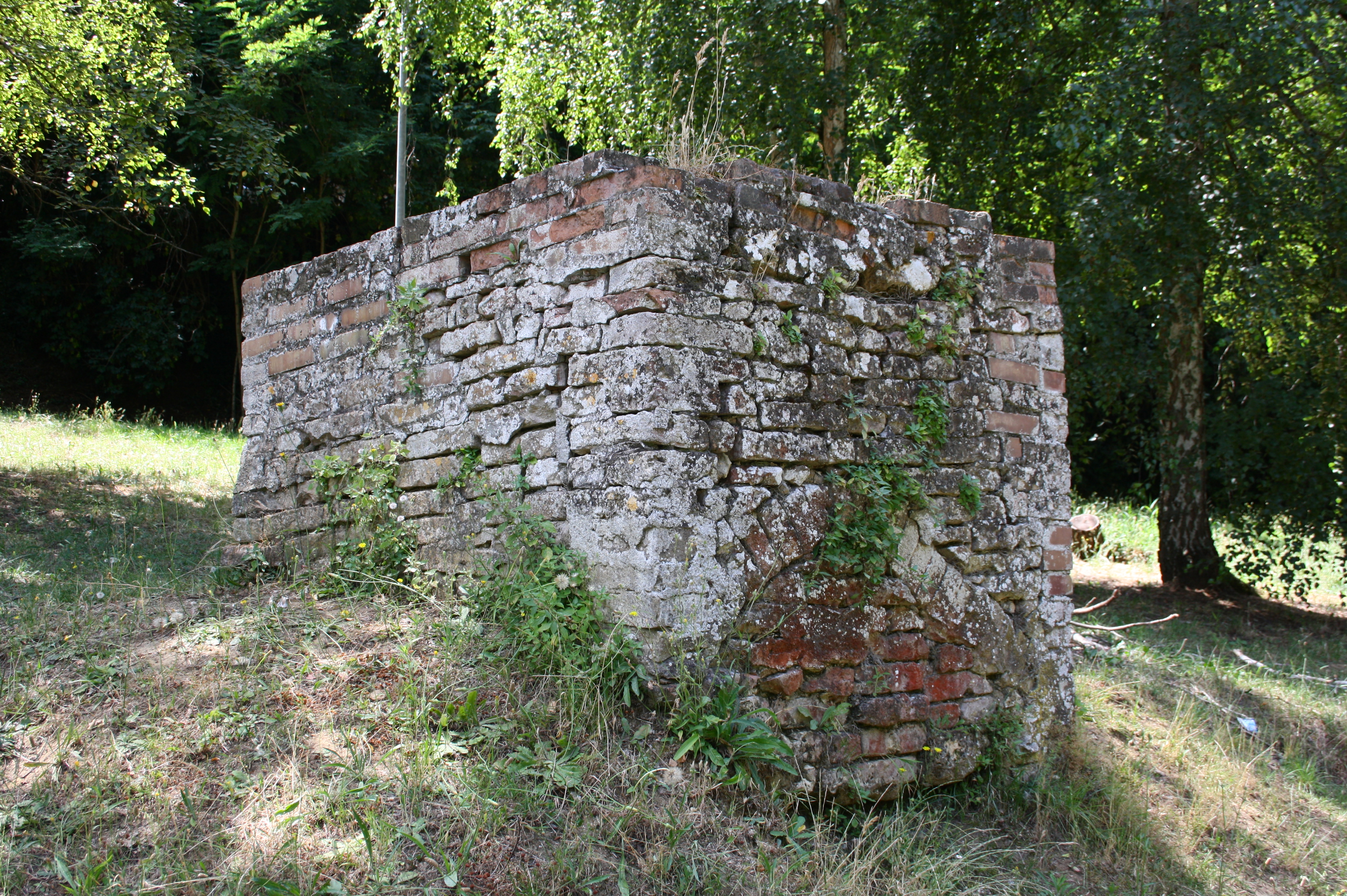
Schacht (smiraglio) bei San Benedetto (Ortsteil Acquacalda), Teil des Bottino di Fonte Gaia
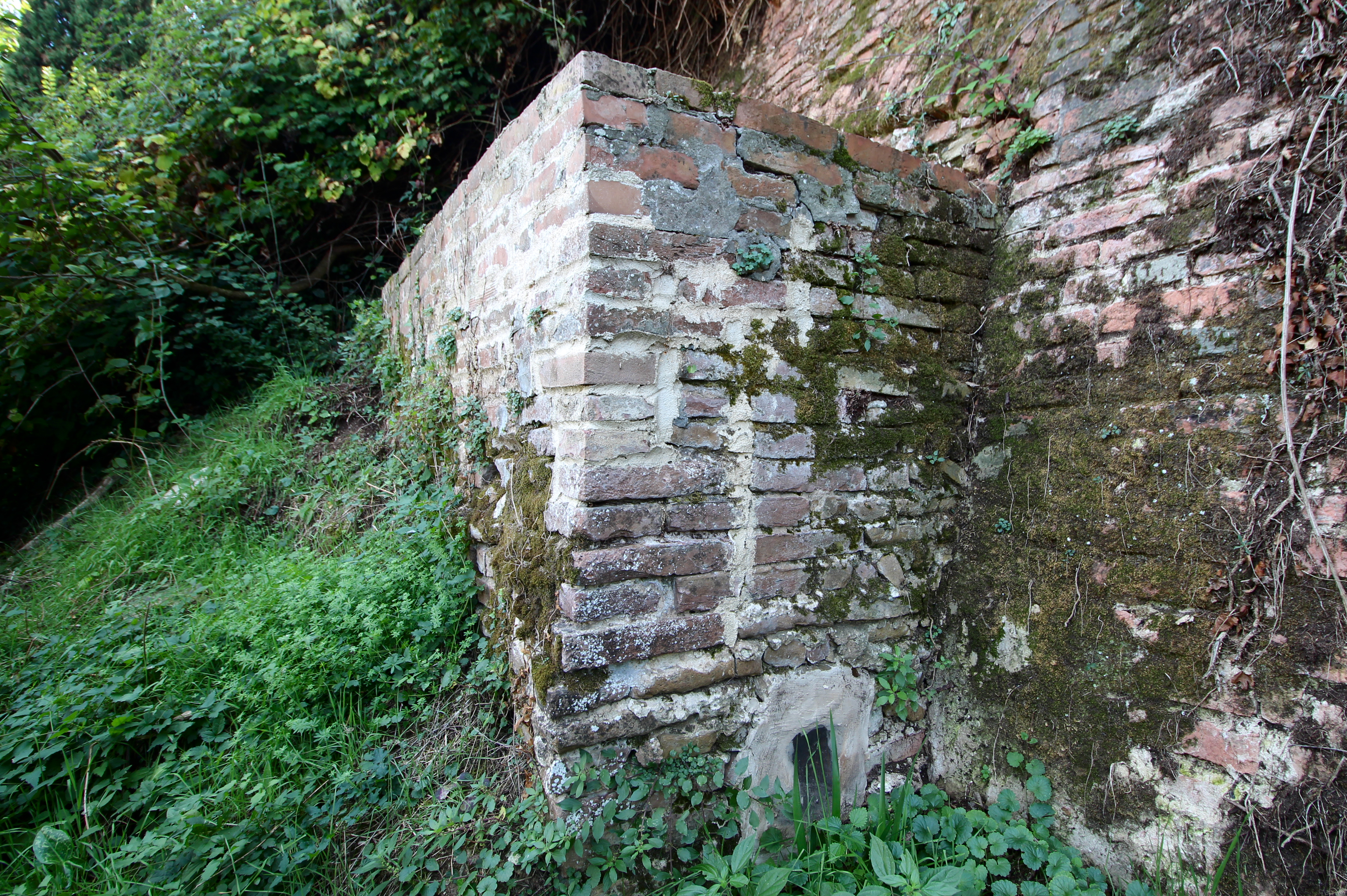
Schacht (smiraglio) des Bottino di Fonte Nuova zwischen Porta Camollia und der Barriera San Lorenzo (Le Lupe) an der äußeren Seite der nördlichen Stadtmauern von Siena
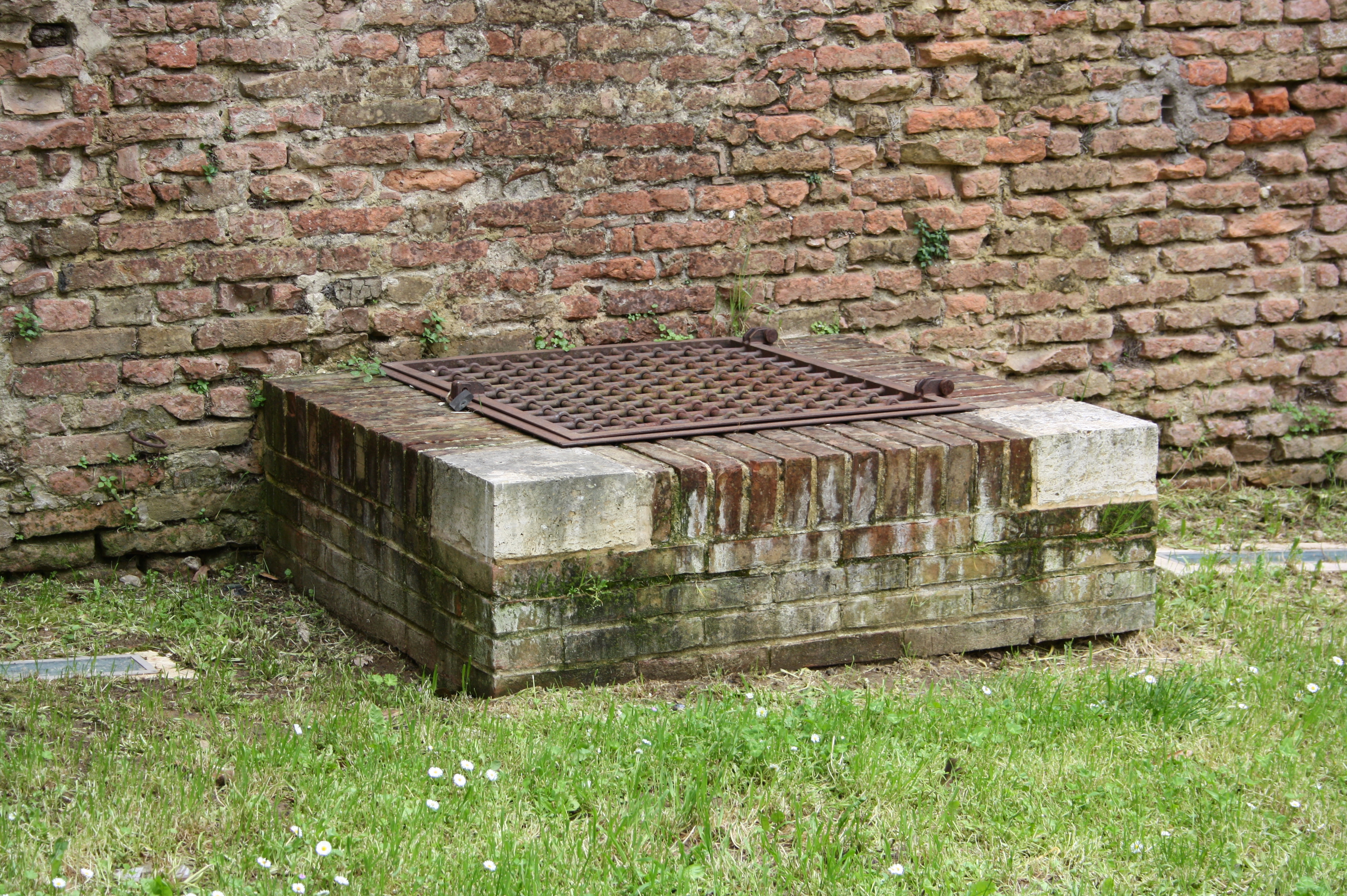
Schacht an dem Entwässerungskanal nach dem Brunnen Fontebranda, unterhalb und innerhalb der Stadtmauer

Die älteste noch existierende planimetrische Karte stammt aus dem Jahr 1739 und befindet sich heute im Staatsarchiv Siena. Im Juli 1825 entstand durch Giovanni Gani eine Verbindung zwischen den beiden Hauptkanälen an einer Intersektion nahe dem Palazzo dei Diavioli. Um dem fast trockenen Kanal von Fontegaia Wasser zuzuführen, wurde es mit zwei Pumpen von dem zwanzig Meter tiefer gelegenen Kanal von Fontebranda entnommen. Nachdem der Wasserfluss im Bottino von Fontegaia sich normalisierte, wurde die Verbindung im gleichen Jahr wieder unterbrochen. In den Jahren 1835 und 1851 wurde aus den gleichen Gründen auf dieses System zurückgegriffen. Um der Wassernot im Kanal von Fontegaia Herr zu werden, fanden von 1851 bis 1868 Restaurierungsarbeiten statt, bei denen mehrere von Erdrutschen betroffene Zonen des Kanals gesäubert wurden. Die Vorgehensweise mit (modernisierten) Pumpen wurde 1870 wieder aufgenommen, als bei Vico Bello Dampfpumpen installiert wurden. Diese wurden aber bereits 1873 in Richtung der Straße nach San Domenico verlegt; die Länge des Verbindungsrohr ist mit 31 m angegeben. Diese Verbindung versorgte zudem die Gegend der Festung Fortezza Santa Barbara und war bis 1931 aktiv.

## Das Ende der Bottini als Teil der Trinkwasserversorgung

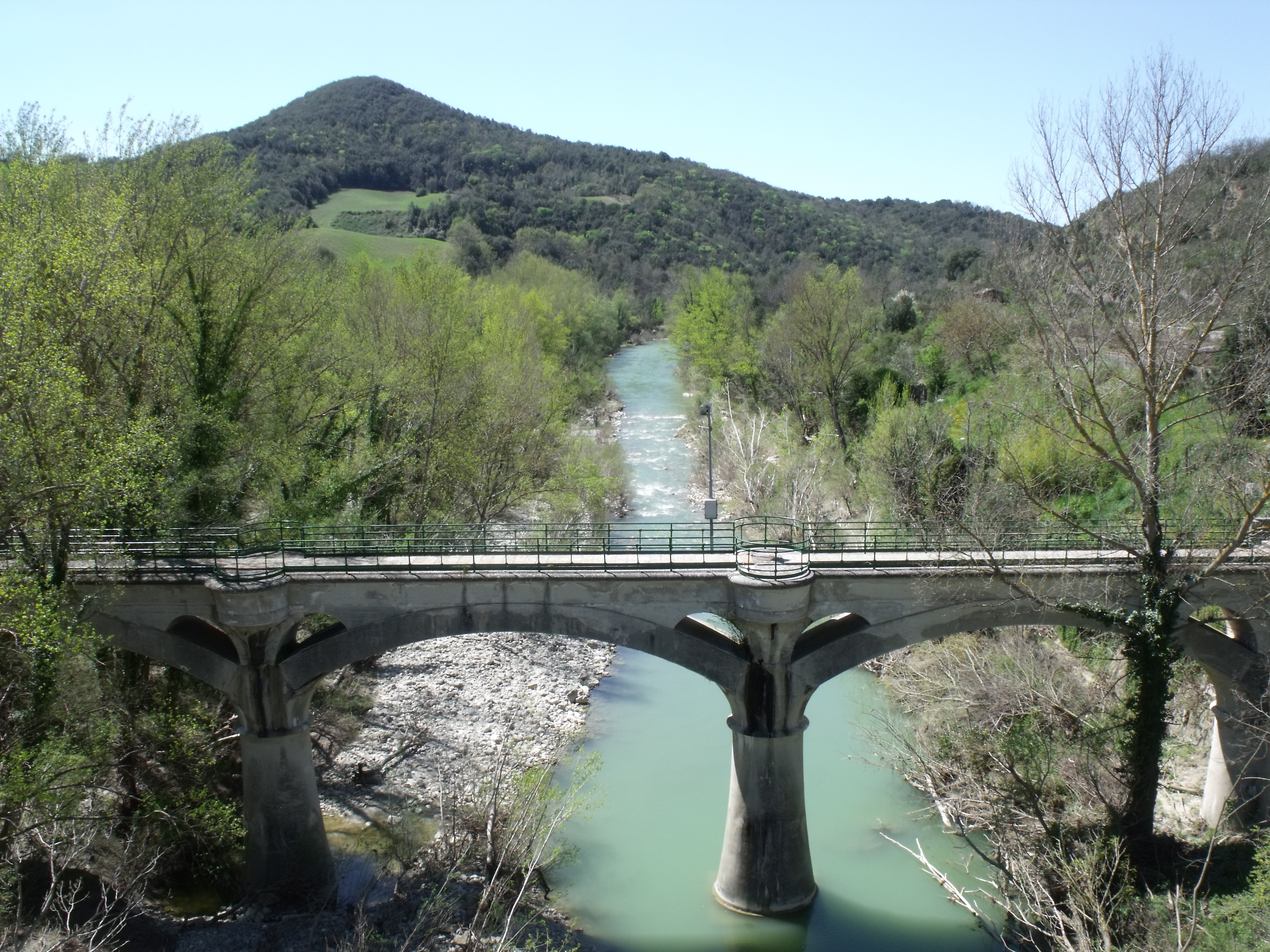
Das Aquädukt Acquedotto del Vivo über dem Fluss Orcia bei Monte Amiata Scalo

Am Ende des 19. Jahrhunderts wurde die Wasserversorgung über die Bottini in quantitativer als auch hygienischer Hinsicht als nicht mehr ausreichend betrachtet. Ab 1885 wurden 18 Quellen untersucht, ab 1886 wurden die der Stadt weniger als 10 km entfernt liegenden Flüsse Arbia, Elsa und Masellone sowie Bozzone, Staggia und Tressa in die engere Wahl genommen, ob sie der Wasserqualität für die Stadtversorgung entsprachen. Letztendlich fiel die Wahl 1895 auf den Vivo, der am Monte Amiata entspringt. Von kurz unterhalb der Quelle bei Vivo d’Orcia bis nach Siena entstand über die Gemeindegebiete von Castiglione d’Orcia, Montalcino, San Quirico d’Orcia (bei Bagno Vignoni) und Murlo ein unterirdisches Aquädukt, das Acquedotto del Vivo genannt wird und bis heute, neben später entstanden Zuleitungen (zum Beispiel die Wasser der Flüsse Ente und Fiora), die Stadt Siena mit Trinkwasser versorgt. Das Aquädukt erreichte die Porta San Marco 1914, das innerstädtische Verteilungssystem wurde 1918 vollendet.

## Brunnen
Die Brunnen, die zum Wassersystem der Bottini gehören, sind in zwei Kategorien aufgeteilt. Zu den Hauptbrunnen (fonti maggiori) zählen die Brunnen, die über größere Wasserzuläufe verfügen, zu den Nebenbrunnen (fonti minori) zählen die Brunnen, deren Wasserquantität und Bedeutung wesentlich niedriger ist.

### Hauptbrunnen
| Name                | Standort                                                                   | Höhe über dem Meeresspiegel | Anmerkung | Bild                |
| ------------------- | -------------------------------------------------------------------------- | --------------------------- | --- | ------------------- |
| Fonte Gaia          | Piazza del Campo 43° 19′ 7″ N, 11° 19′ 53″ O                               | 321 m s.l.m.                | Hauptbrunnen, wird durch den Bottino maestro di Fonte Gaia gespeist. | Fonte Gaia          |
| Fontebranda         | Via Fontebranda 43° 19′ 10″ N, 11° 19′ 40″ O                               | 292 m s.l.m.                | Hauptbrunnen des Bottino maestro di Fontebranda, namensgebend für das Stadttor Porta Fontebranda. Wurde erstmals 1081erwähnt. Ist Kontradenbrunnen der Contrada Oca. | Fontebranda         |
| Fontebecci          | SS 222 43° 20′ 36″ N, 11° 18′ 21″ O                                        |                             | vereinigt die drei Nebenkanäle des Bottino maestro di Fonte Gaia. | Fontebecci          |
| Fonte del Casato    | Via del Casato (di Sotto) / Vicolo della Fonte 43° 19′ 0″ N, 11° 19′ 52″ O | 319 m s.l.m.                | Auch Fonte Serena genannt. Wird durch die Verlängerung des Bottino maestro di Fonte Gaia nach der Fonte Gaia gespeist. | Fonte del Casato    |
| Fonte di Follonica  | Tal Valle di Follonica 43° 19′ 10″ N, 11° 20′ 14″ O                        | 275 m s.l.m.                | Erstmals 1226 erwähnter Brunnen. | Fonte di Follonica  |
| Fonte di Fontanella | Via di Fontanella 43° 18′ 54″ N, 11° 19′ 57″ O                             | 311 m s.l.m.                | Wird durch einen eigenen Bottino gespeist, der eine Länge von ca. 300 m hat und 0,2 Liter pro Sekunde liefert. | Fonte di Fontanella |
| Fontenuova          | Via Pian d’Ovile / Via Fonte Nuova 43° 19′ 23″ N, 11° 19′ 50″ O            | 304 m s.l.m.                | Auch Fonte Nuova oder Fonte Nuova d’Ovile genannt. Der Brunnen liegt innerhalb der Stadtmauern nahe der Porta Ovile und entstand zwischen 1303 und 1323. Er wird durch einen unabhängigen Bottino gespeist, der 807,50 m nach Nordwesten reicht und dabei die Stadtmauern unterirdisch verlässt. Hierbei sind die ersten 437 m gemauert, die restlichen Meter führen durch gegrabenen Grund. Der Bottino liefert 1,0 Liter pro Sekunde. Er ist Kontradenbrunnen der Contrada Lupa. | Fontenuova          |
| Fonte d’Ovile       | Via Simone Martini 43° 19′ 26″ N, 11° 20′ 3″ O                             | 277 m s.l.m.                | Der Brunnen liegt außerhalb des Stadttores Porta Ovile und wird durch einen eigenen Bottino gespeist, der 1,3 Liter pro Sekunde liefert. | Fonte d’Ovile       |
| Fonte di Pescaia    | Strada delle Fonti di Pescaia 43° 19′ 32″ N, 11° 19′ 22″ O                 | 304 m s.l.m.                | Auch Fonti di Pescaia genannt. Der Brunnen befindet außerhalb der Stadtmauern. Beherbergt heute das Museum Museo dell’Acqua. | Fonte di Pescaia    |

### Sekundäre Brunnen
| Name                   | Standort                                                            | Höhe über dem Meeresspiegel | Anmerkung | Bild                   |
| ---------------------- | ------------------------------------------------------------------- | --------------------------- | --- | ---------------------- |
| Fontegiusta            | Vicolo di Malizia 43° 19′ 31″ N, 11° 19′ 36″ O                      |                             | Heute nur noch als Eingang zum Bottino maestro di Fonte Gaia vorhanden. | Fontegiusta            |
| Fonte delle Monache    | Via delle Sperandie 43° 18′ 41″ N, 11° 19′ 41″ O                    |                             | Auch als Fonte delle Monache di San Paolo und Fonte delle Suore Benedettine di Sant’Agnese bekannt. Wird durch einen eigenen Bottino gespeist. | Fonte delle Monache    |
| Fonte di Pantaneto     | Via Pantaneto 43° 19′ 7″ N, 11° 20′ 2″ O                            |                             | Wird durch die Verlängerung des Bottino maestro di Fonte Gaia nach der Fonte Gaia gespeist. Entstand 1452 oder 1457 und wurde 1807 durch Serafino Belli neu gestaltet. Er ist Kontradenbrunnen der Contrada Leocorno.                                                                                                | Fonte di Pantaneto     |
| Fonte al Pino          | Botanischer Garten (Orto botanico) 43° 18′ 46″ N, 11° 19′ 49″ O     | 297 m s.l.m.                | Auch Fonte dell’Orto Botanico, Fonte di Valle Berardi. Der Brunnen liegt innerhalb der Stadtmauern nahe der Porta Tufi im heutigen botanischen Garten der Universität Siena und wird durch einen unabhängen und gegrabenen Bottino gespeist. Erstmals erwähnt wird er 1231.                                          | Fonte al Pino          |
| Fonte dei Pispini      | Via dei Pispini 43° 19′ 4″ N, 11° 20′ 24″ O                         |                             | Entstand im 13. Jahrhundert und wurde 1534 neu gestaltet. Wird durch die Verlängerung des Bottino maestro di Fonte Gaia nach der Fonte Gaia gespeist. Er ist Kontradenbrunnen der Contrada Nicchio. | Fonte dei Pispini      |
| Fonte di Samoreci      | Via San Girolamo 43° 19′ 1″ N, 11° 20′ 15″ O                        |                             | Auch Fonte di Ponte di Romana oder Fonte di San Maurizio genannt. Wird durch die Verlängerung des Bottino maestro di Fonte Gaia nach der Fonte Gaia gespeist und wurde 1351 angeschlossen. Er ist Kontradenbrunnen der Contrada Montone.                                                                             | Fonte di Samoreci      |
| Fonti di San Carlo     | Strada di San Carlo 43° 18′ 27″ N, 11° 19′ 5″ O                     |                             | Brunnen außerhalb der Porta San Marco. Wird durch einen eigenen Bottino gespeist, der 0,8 Liter pro Sekunde liefert. | Fonti di San Carlo     |
| Fonte di San Francesco | Via die Rossi / Via del Comune 43° 19′ 19″ N, 11° 19′ 59″ O         |                             | Wird durch eine Ableitung aus dem Bottino maestro di Fonte Gaia gespeist. Der Name entstammt der nahegelegenen Basilica di San Francesco, wird aber auch Fonte di San Bernardino genannt. Enthält die Statue Francesco d’Agnolo (Barbicone genannt) von Angelo Canevari. Er ist Kontradenbrunnen der Contrada Bruco. | Fonte di San Francesco |
| Fonte delle Sperandie  | Via del Nuovo Asilo 43° 18′ 49″ N, 11° 19′ 32″ O                    |                             | Brunnen außerhalb der Stadttore Porta San Marco und Porta Laterina. Wurde 1330 erwähnt. | Fonte delle Sperandie  |
| Fonte dei Tufi         | Via di Fontanella 43° 18′ 44″ N, 11° 20′ 3″ O (ca.)                 |                             | auch Fonte dei Caccialupi genannt, nahe der Porta Tufi. Liegt in einer Grotte und wird durch einen eigenen, 120 m langen Bottino gespeist, der mit zwei jeweils 50 m langen Nebenarmen ausgestattet ist. Entstand am Ende des 16. Jahrhunderts.                                                                      |                        |
| Fonte della Vetrice    | ca. Via del Fosso di Sant’Ansano 43° 18′ 59″ N, 11° 19′ 38″ O (ca.) |                             | Nicht mehr vorhanden, 1081 erwähnt. |                        |